# Hyperolius pickersgilli
Hyperolius pickersgilli е вид земноводно от семейство Hyperoliidae. Видът е критично застрашен от изчезване.

## Разпространение
Разпространен е в Южна Африка (Квазулу-Натал).